# Вельди
Вельди (нем. Wäldi) — коммуна в Швейцарии, в кантоне Тургау.
Входит в состав округа Кройцлинген. Население составляет 960 человек (на 31 декабря 2007 года). Официальный код — 4701.